# Libertad religiosa en Colombia
En Colombia, la Constitución Política de 1991 produjo un nuevo ordenamiento jurídico colombiano, convirtiéndose en un Estado Social y Democrático de Derecho el cual trae un amplio catálogo de derechos y libertades fundamentales que no pueden ser quebrantados. De este modo, se generó un cambio trascendental de la Constitución de Colombia de 1886 a la Constitución de 1991, se pasa de un Estado confesional a un Estado pluralista donde a las “autoridades públicas les queda vedado consagrar una religión oficial o establecer la preeminencia jurídica de ciertos credos religiosos” (Corte Suprema de Justicia, Radicado  89841).
El nuevo texto de la Constitución de 1991, consagra la libertad de culto en el artículo 19 y la libertad de conciencia en el artículo 18; por su parte, los artículos 13 y 24 hacen referencia en general al respeto del derecho de libertad religiosa y prohíben la discriminación por motivos de religión.
La Ley Estatutaria 133 de 1994, desarrolló el derecho fundamental y constitucional de libertad religiosa convirtiéndose a la fecha, como la máxima expresión de identificación del umbral de protección sumado a la interpretación de los tratados internacionales de derechos humanos ratificados por Colombia. 
| Constitución de 1886 | Constitución de 1991 |
| --- | --- |
| Artículo 38 | Artículo 19 |
| La Religión Católica, Apostólica, Romana, es la de la Nación; los Poderes públicos la protegerán y harán que sea respetada como esencial elemento del orden social. Se entiende que la Iglesia Católica no es ni será oficial, y conservará su independencia. | Se garantiza la libertad de cultos. Toda persona tiene derecho a profesar libremente su religión y a difundirla en forma individual o colectiva. Todas las confesiones religiosas e iglesias son igualmente libres ante la ley.                 |
| Estado Confesional | Estado pluralista |
| Unidad Nacional: En una sola Entidad Religiosa | Unidad Nacional: Pluralidad |
| Ley 20 de 1974: Concordato firmado entre la Santa Sede del Vaticano y la República de Colombia, concede beneficios. | Ley 20 de 1994: Mantiene su vigencia sujeta a condición señalada en la Sentencia C-027 de 1993, aplicar un trato en pie de igualdad entre las diferentes confesiones religiosas. Se extienden beneficios a las diferentes Entidades Religiosas. |

## Antecedentes
La transición que surge en Colombia, dentro del mismo Estado, de confesional a pluralista en la que ninguna Iglesia o confesión religiosa es ni será oficial o estatal; conlleva el desarrollo de una serie de acciones positivas dentro del ordenamiento jurídico para armonizar la Constitución de 1991 a la realidad de los habitantes de todo el territorio Colombiano, implica, impartir un trato en pie de igualdad entre las diferentes confesiones y abolir o modificar la normatividad contraria a la Constitución junto al Bloque de Constitucionalidad. Omitir lo anterior, revierte en el auge de barreras y casos de intolerancia y discriminación por motivos de religión o convicciones.
En el año 2009 se creó el Comité Interreligioso Consultivo mediante la Resolución 2615 con funciones de asesoría permanente en temas de libertad religiosa al Ministerio del Interior, conformado en ese entonces por: CONFELIREC, Conferencia Episcopal Colombiana de la Iglesia Católica, CEDECOL, Iglesia Adventista del Séptimo Día de Colombia, Iglesia Pentecostal Unida de Colombia, Denominación Bautista Colombiana, Iglesia Anglicana Colombiana, Comunidad Judía de Colombia, Centro Cultural Islámico en Colombia y la Asociación de Ministros Evangélicos de Bogotá.
Dentro de los antecedentes del desarrollo de mecanismos, estrategias, políticas públicas y tras el acuerdo programático entre el Partido Político MIRA y el Presidente Iván Duque Márquez, establecieron entre otros, el compromiso de proteger el derecho fundamental de la libertad religiosa, hecho, que abrió camino para fortalecer el derecho adquirido mediante la Constitución de 1991 tras el esfuerzo de grupos religiosos, académicos, funcionarios, magistrados y juristas que incidieron en la Asamblea Nacional Constituyente convocada para promulgar la nueva constitución política para el país.
La bancada del Partido MIRA, logró proponer la inclusión dentro de la Ley 1753 del 2015 Plan de Desarrollo Nacional 2014 -2018: “Todos por un nuevo país” el artículo 244 formulación de políticas públicas en libertad religiosa y culto; dando paso a una nueva etapa de fortalecimiento y garantía y ejercicio del derecho fundamental de libertad religiosa en el marco de un Estado Social y Democrático de Derecho; de igual manera en el Plan de Desarrollo Nacional 2018-2022 “Pacto por Colombia pacto por la Equidad” incluyó el artículo 127  de la Ley 1955 de 2019 “El Gobierno Nacional con la coordinación del Ministerio del Interior, emprenderá acciones que promuevan la articulación intersectorial, interinstitucional y territorial para la garantía y goce efectivo del ejercicio del derecho a la libertad religiosa, de cultos y conciencia en el territorio nacional. Para el efecto, promoverá e impulsará la participación de los representantes de las entidades religiosas, el reconocimiento de las mismas, la garantía del libre ejercicio de estos derechos y realizará las acciones que permitan determinar el impacto social de las organizaciones y entidades religiosas, conforme a la Constitución y la Ley”.
| Constitución nacional de 1886 marcaba la tendencia confesional de la república de Colombia | Ley 20 de 1974 Por la cual se aprueba el "concordato y el Protocolo Final ente la República de Colombia y la Santa Sede" suscrito en Bogotá el 12 de julio de 1973 | Nueva constitución Política 1991 y se reconoce la libertad religiosa, de conciencia y culto como un derecho fundamental. Artículos 1 (Pruralista) 18 (L. de Conciencia) 19 (L. de cultos) | Sentencia C-027/93 Control de Constitucionalidad del concordato. Se aplica el concordato en pie de igualdad a todas las confesiones religiosas | Ley 133 Se reglamenta el derecho de libertad religiosa y culto | Decreto 372 Se crea la subdirección de libertad religiosa y culto en Mininterior | Decreto 354 de 1998 Convenio de Derecho Público Interno número 1. |
| 1886                                                                                       | 1974 | 1991 | 1993 | 1994                                                           | 1996                                                                             | 1998                                                              |

| Ley 790 Suprime la subdirección de libertad religiosa y culto en el Mininterior | Se crea el Comité Nacional consultivo Interreligioso Archivado el 29 de septiembre de 2021 en Wayback Machine. en el Ministerio del Interior | La ley 1482 de 2011 Ley Antidiscriminación "por medio de la cual se modifica el Código Penal y se establecen otras disposiciones" de autoría del Partido MIRA; Sanciona penalmente la discriminación por razones de Religión | Ley 1687 de 2013 Los municipios del país tendrán un plazo máximo de 6 meses contados a partir de la expedición de la ley para depurar y sacar de sus bases de dato de cobro, aquellos predios contemplados en el concordato | Ministerio del Interior Realiza acercamiento con el sector Religioso mediante metodologías de identificación de problemáticas | Bancada del Partido MIRA Logra incluir dentro de la Ley 1753 de 2015 Plan de desarrollo Nacional 2014-2018 "Todos por un nuevo país" el artículo 244 | Plan de Desarrollo Nacional 2014-2018 Incluye el artículo 244 en la formulación de políticas públicas en libertad religiosa y de culto en Colombia | Decreto 1079 de 2016 por medio del cual de declara el 4 de julio de cada año, como el Día Nacional de la libertad religiosa y de culto en Colombia. | Partido MIRA Logra incluir el numeral 5 del artículo 40 de la Ley 1801 de 2016, por medio de la cual se establece el Código Nacional de Seguridad y convivencia ciudadana; una especial protección para las comunidades religiosas que un lugar público o privado |
| 2002                                                                            | 2009 | 2011 | 2013 | 2015 | 2015 | 2015 | 2016 | 2016 |

| Caracterización de las organizaciones del sector religioso y las entidades religiosas en Colombia, 2016; 16 encuentros departamentales del sector Religioso; 31 talleres departamentales de Participación del sector Religioso Ministerio del Interior | Decreto 1140 Se crea la primera dirección de asuntos religiosos del País | Decreto 437 Se promulga la Política Pública Integral de Libertad Religiosa y culto a nivel nacional | La bancada del partido MIRA incluye el artículo 127 en el Plan Nacional de Ley 1955 de 2019 | Plan de Desarrollo Nacional 2018-2022 "Pacto por Colombia, Pacto por la equidad": Se incluye en el artículo 127 acciones en pro de la garantía y goce del derecho de libertad religiosa. | Primer informe que documenta el aporte al bien común que hace el sector religioso. Informe final de caracterización del sector Religioso de Cundinamarca en el marco de la PPLR y su aporte a la agenda 2030 - Objetivos de desarrollo sostenible PNUD ONU | Mininterior suscribe convenio con el PNUD-ONU para identificar el aporte al bien comun Archivado el 29 de septiembre de 2021 en Wayback Machine. del sector religioso y elige los departamentos de: Norte de Santander, Vall del Cauca, Risaralda y Bolívar. Estudio Socioeconomico a los departamentos de Tolima, Antioquia, Magdalena, Córdoba, Caldas, Chocó, Cauca, Meta, Casanare, Caquetá y Guainia. | 4 de julio de 2020 desde la Presidencia de la República de Colombia y en compañía de todos los gobernadores del país firman el pacto nacional por la libertad religiosa y de culto. Archivado el 29 de septiembre de 2021 en Wayback Machine. |
| 2017 | 2018                                                                     | 2018                                                                                                | 2019                                                                                        | 2019 | 2019 | 2020-2021 | 2020-2021 |

## Política Pública
La Política Pública Integral de Libertad Religiosa fue creada mediante el decreto 437 del 2018 el cual se compone de 8 principios, 3 enfoques, 3 ejes temáticos y 34 líneas de acción.
Eje 1: Libertad religiosa y de culto y sus ámbitos: Estrategia de mapeo; asistencias técnicas a territorio; revisar el marco normativo vigente; sector Religioso como actor clave en la sociedad; estrategia prevención de ataques al derecho de libertad religiosa; campaña de promoción a la tolerancia religiosa; conformar un espacio permanente de investigación y análisis del hecho, cultura y la pluralidad religiosa.
Eje 2: Entidades religiosas y sus organizaciones, como gestores de paz, perdón y reconciliación: Establecer estrategias para garantizar la participación del sector Religioso en la construcción de la paz y reconciliación; definir metodologías o procedimientos para identificar personas víctimas por sus creencias con ocasión al conflicto armado.
Eje 3: Cooperación internacional e interreligiosa para el diálogo: Capacitación en formulación y gestión de proyectos de cooperación internacional dirigida a las ER y OSR; visibilizar programas y proyectos de las Entidades Religiosas y las Organizaciones del sector Religioso dentro de las políticas del Estado.

## Proceso de formulación de la Política Pública
Data el proceso de formulación de la Política Pública Integral de Libertad Religiosa y Cultos en el año 2015, el Ministerio del Interior de Colombia identifica las problemáticas actuales, las causas, consecuencias que vulnera la libertad religiosa y sus posibles soluciones. Metodológicamente realizaron talleres departamentales, foros temáticos y encuentros religiosos; destacando el problema central:
“Acciones débiles e insuficientes para la garantía del ejercicio del derecho de libertad religiosa y de cultos en Colombia… Debilidad en el conocimiento y aplicación de los ámbitos de la libertad religiosa y de cultos por parte de las entidades públicas del orden nacional y territorial… Insuficientes garantías para la participación y el desarrollo de actividades de las entidades religiosas y sus organizaciones, que generan aporte al perdón y la reconciliación en los escenarios de construcción de paz... Desconocimiento y no acompañamiento de las entidades del orden nacional y territorial para la gestión de proyectos de cooperación internacional de las entidades religiosas y sus organizaciones, como un sector de la sociedad civil entre otros sectores, en el marco de los objetivos comunes de desarrollo sostenible y su aporte al bien común… Ausencia de canales de articulación, por parte del Estado, para el reconocimiento y fortalecimiento de las entidades religiosas y sus organizaciones como aliados estratégicos en el alcance de objetivos comunes de desarrollo sostenible y los que aportan al bien común” (Ministerio del Interior, 2018)
Para el año 2018, mediante Decreto 1140 de 2018 se crea la primera Dirección de Asuntos Religiosos DAR dentro de la estructura del Ministerio del Interior, siendo la directora para ese entonces Lorena Ríos Cuellar, hoy, bajo la dirección de Víctor Rhenals López que, en coordinación con el Viceministerio de Participación e Igualdad de Derechos Carlos Alberto Baena López Archivado el 8 de mayo de 2020 en Wayback Machine., quedan a cargo de liderar y ejecutar la Política Pública Integral de Libertad Religiosa y brindar asistencia técnica territorial para promover las líneas de acción con enfoque territorial que trae la Política Pública.

## Sector Religioso participante en el proceso de formulación de la Política Pública Colombiana de Libertad Religiosa
Arquidiócesis y diócesis de la Iglesia Católica, la Iglesia de Dios Ministerial de Jesucristo Internacional, la Iglesia Pentecostal Unida de Colombia, la Iglesia Adventista del Séptimo Día, Concilio de las Asambleas de Dios, Iglesia de Jesucristo de los Santos de los últimos días, la Iglesia Misión Carismática Internacional, Cuadrangular, Iglesias Presbiterianas, Anglicanas, Iglesias Luteranas, Wesleyana, Iglesias Bautistas, la Iglesia Centro Mundial de Avivamiento, Iglesias Ortodoxas, la Iglesia Casa Sobre la Roca, la Iglesia Misión Panamericana, Iglesias Veterocatólicas, Iglesia Vétero, Iglesias Menonitas y Anabaptistas, Cruzada Cristiana, la Cruzada Estudiantil de Colombia, Iglesia de Dios en Colombia, Iglesia de Dios Pentecostal Movimiento Internacional de Colombia, la Asociación de Iglesias Evangélicas del Caribe, la Confederación de Comunidades Judías de Colombia, Confederación Evangélica de Colombia –CEDECOL, la Confederación Colombiana de Libertad Religiosa, Conciencia y Culto – CONFELIREC, y diferentes representantes de las diferentes confesiones islámicas, hinduistas, budistas, bahá’is, federaciones, confederaciones religiosas, distintas asociaciones de pastores y ministros de los departamentos y principales ciudades del país, Pastores Capellanes, Redes de mujeres y jóvenes religiosos, redes y ministerios de familias, fundaciones y corporaciones sociales y educativas; y Organizaciones como Justapaz, World Vision, Visión Agape, IRLA, Consejo Mundial de Iglesias-CMI, Consejo Latinoamericano de Iglesias – CLAI, Fundación para el diálogo y la cooperación Interreligiosa e Intercultural – INTERFE, Federación Asamblea Colombiana de Religiones y Espiritualidades – ACRE, Juventud con una Misión –JUCUM, Diálogo Intereclesial por la Paz – DIPAZ-, Cabildo, CREAS, entre otras (Ministerio del Interior, 2018).

### Espacios del diálogo interreligioso
Entre el 9 y 10 de diciembre del año 2020 se desarrolló la I Cumbre de Gobierno y sector Religioso en  Cali, un encuentro para socializar los avances de la Libertad Religiosa en el país. El Viceministro Carlos Alberto Baena López instó la promoción de los espacios de participación del sector Religioso, facilitando el diálogo social e interreligioso en la creación y fortalecimiento de los Comités y/o Mesas de Libertad Religiosa.

### Aportes al bien común del sector religioso
Las religiones dejan permanentemente mensajes de solidaridad, respeto, fraternidad y perdón, mejorando la convivencia social, la atención a los pobres y marginados, realizando acciones como bancos de alimentos, comedores comunitarios, ayudas humanitarias en canastas de alimentos; incidiendo positivamente a en la cohesión de las sociedades y los valores morales.

En la Celebración del Día Nacional de la Libertad Religiosa, el 4 de julio de 2020 el Señor Viceministro Carlos Alberto Baena López enfatizo en el reconocimiento a la labor de las organizaciones basadas en la fe y la visibilización a nivel social: 
“Las entidades religiosas y las organizaciones basadas en la fe cómo las fundaciones y colegios financiados por las entidades religiosas y recursos de cooperación internacional, buscamos la equidad en beneficio para la sociedad y el bien común en acciones educativas, culturales y de convivencia.”
El informe final de caracterización del sector religioso de Cundinamarca en el marco de la Política Pública Integral de Libertad Religiosa y de Cultos y su aporte a la agenda 2030 - Objetivos de Desarrollo Sostenible - ODS, destaca y concluye:
“Por su parte, el Sector Religioso, mediante su presencia en las distintas comunidades del país, y en el caso particular de estudio, el Departamento de Cundinamarca, ha liderado diferentes procesos afines al Desarrollo Sostenible con sus propios recursos y como parte de esfuerzos paralelos a las iniciativas del Estado. Procesos que muchas veces trascienden a las capacidades del Estado para responder a las necesidades de la población. El Sector Religioso en Cundinamarca trabaja especialmente con niños y niñas, adolescentes, jóvenes, adultos mayores, mujeres, personas con discapacidad, personas en condición de dependencia a sustancias psicoactivas, migrantes, y víctimas del conflicto armado."

#### Metas ODS a las que apunta el sector Religioso
Su principal aporte en términos de Desarrollo Sostenible se encuentra en el Combo Personas y en el Combo Paz:
Meta 1.1. Disminuir la pobreza extrema; Meta 1.2. Disminuir la pobreza; Meta 2.1. Aumentar el porcentaje de menores de 6 meses con lactancia materna exclusiva; Meta 2.2. Disminuir la desnutrición crónica en menores de 5 años y disminuir la desnutrición aguda en menores de 5 años; Meta 3.5. Disminuir el abuso o dependencia de cualquier sustancia ilícita y disminuir el consumo de riesgo perjudicial de alcohol; Meta 3.7 y 5.6: Disminuir el embarazo prematuro entre adolescentes entre 15 y 19 años; Meta 3A. Disminuir el consumo de tabaco; Meta 4.1. Aumentar la tasa de cobertura bruta en transición, aumentar la tasa de cobertura bruta en educación media, aumentar porcentaje de estudiantes que se encuentran en desempeño satisfactorio y avanzado en las pruebas SABER (Lenguaje) grado quinto, aumentar porcentaje de estudiantes que se encuentran en desempeño satisfactorio y avanzado en las pruebas SABER (Matemáticas) grado quinto y grado noveno; Meta 5.2. Disminuir la violencia sexual y física contra la mujer; Meta 5.5. Aumentar el porcentaje de mujeres candidatas sobre el total de personas candidateadas (alcaldías); Meta 8.3. Aumentar la tasa de formalidad laboral; Meta 8.5. Disminuir la tasa de desempleo; Meta 11.7. Disminuir el porcentaje de hombres y mujeres que han sido tocados o manoseados sin su consentimiento y Meta 16.1. y Meta 16.2. Disminuir la tasa de violencia interpersonal y la violencia a los niños. (PNUD, 2019)

## Foros
Foros de Libertad Religiosa, conciencia y culto en Colombia:
- Foro Hemisférico de Libertad Religiosa y de Creencias
- Derecho a la Objeción de Conciencia en Colombia
- Foro Distrital sobre Libertad Religiosa, Cultos y Conciencia
- Foro sobre Libertad Religiosa en la Asamblea del Valle

## Proceso de adopción de la Política Pública Integral de Libertad Religiosa y creación de comités y/o mesas de libertad religiosa
Normatividad de libertad religiosa de municipios y departamentos en Colombia.
| Departamento | Municipio   | Política Pública     | Comité o Mesa de LR                                                        |
| Antioquia    | Gobernación | Ordenanza 08 de 2021 | Ordenanza 037 de 2020                                                      |
| Antioquia    | Chigorodó   | x                    | Acuerdo 009 de 2017                                                        |
| Antioquia    | Caucasia    | Decreto 088 de 2021  | Decreto 088 de 2021                                                        |
| Antioquia    | Girardota   | Acuerdo 005 de 2021  | Decreto 150 de 2020 Archivado el 28 de octubre de 2021 en Wayback Machine. |
| Antioquia    | Itagüí      | Decreto 1179 de 2019 | Decreto 1217 de 2019                                                       |
| Antioquia    | Turbo       | Acuerdo 004 de 2021  | Decreto 661 de 2020                                                        |
| Antioquia    | Caldas      | x                    | Acuerdo 007 de 2020                                                        |
| Antioquia    | Medellín    | x                    | Decreto 026 de 2021                                                        |

| Departamento | Municipio          | Política Pública                                                                                 | Comité o Mesa de LR |
| Bogotá       | Bogotá             | Decreto 093 de 2018 CONPES D.C 12 de 2019 Archivado el 28 de octubre de 2021 en Wayback Machine. | Acuerdo 685 de 2017 |
| Bogotá       | 01. Usaquén        | Decreto 093 de 2018 CONPES D.C 12 de 2019 Archivado el 28 de octubre de 2021 en Wayback Machine. | DL 009/2019         |
| Bogotá       | 02. Chapinero      | Decreto 093 de 2018 CONPES D.C 12 de 2019 Archivado el 28 de octubre de 2021 en Wayback Machine. | DL 007/2021         |
| Bogotá       | 03. Santa Fe       | Decreto 093 de 2018 CONPES D.C 12 de 2019 Archivado el 28 de octubre de 2021 en Wayback Machine. | DL 005/2019         |
| Bogotá       | 04. San Cristóbal  | Decreto 093 de 2018 CONPES D.C 12 de 2019 Archivado el 28 de octubre de 2021 en Wayback Machine. | DL 005/2019         |
| Bogotá       | 05. Usme           | Decreto 093 de 2018 CONPES D.C 12 de 2019 Archivado el 28 de octubre de 2021 en Wayback Machine. | DL 012/2019         |
| Bogotá       | 06. Tunjuelito     | Decreto 093 de 2018 CONPES D.C 12 de 2019 Archivado el 28 de octubre de 2021 en Wayback Machine. | DL 009/2020         |
| Bogotá       | 08. Kennedy        | Decreto 093 de 2018 CONPES D.C 12 de 2019 Archivado el 28 de octubre de 2021 en Wayback Machine. | AL 004/2016         |
| Bogotá       | 10. Engativá       | Decreto 093 de 2018 CONPES D.C 12 de 2019 Archivado el 28 de octubre de 2021 en Wayback Machine. | AL 002/2018         |
| Bogotá       | 12. Barrios Unidos | Decreto 093 de 2018 CONPES D.C 12 de 2019 Archivado el 28 de octubre de 2021 en Wayback Machine. | DL 004/2019         |
| Bogotá       | 13. Teusaquillo    | Decreto 093 de 2018 CONPES D.C 12 de 2019 Archivado el 28 de octubre de 2021 en Wayback Machine. | DL 008/2019         |
| Bogotá       | 14. Los Mártires   | Decreto 093 de 2018 CONPES D.C 12 de 2019 Archivado el 28 de octubre de 2021 en Wayback Machine. | DL 006/2019         |
| Bogotá       | 17. La Candelaria  | Decreto 093 de 2018 CONPES D.C 12 de 2019 Archivado el 28 de octubre de 2021 en Wayback Machine. | DL 011/2019         |
| Bogotá       | 18. Rafael Uribe   | Decreto 093 de 2018 CONPES D.C 12 de 2019 Archivado el 28 de octubre de 2021 en Wayback Machine. | DL 007/2019         |

## Política y libertad religiosa
A partir de la Constitución de 1991 diferentes partidos y movimientos políticos se han creado desde el sector religioso, permaneciendo con vida jurídica, a partir de 2018 solamente MIRA y Colombia Justa Libres, los cuales en septiembre de 2021 realizaron un acuerdo político para presentar listas conjuntas al Senado y a la Cámara en más de 7 departamentos o circunscripciones, denominando la coalición Nos Une Colombia, la cual tiene como núcleo fundamental la promoción y defensa de la libertad religiosa.

## Reconocimiento de matrimonios religiosos
Son reconocidos los matrimonios en Colombia celebrados por religiones reconocidas por el Estado y cuyas características de la unión sean homologables al matrimonio civil, es decir, una unión monógama entre dos personas habilitadas para ello en su estado civil y que hayan alcanzado la edad núbil. Para que una boda religiosa tenga validez para cualquier efecto jurídico posterior, debe ser debidamente inscrita ante la Registraduría Nacional del Estado Civil de Colombia o una notaría.

## Departamento del Tolima: Acciones en Libertad Religiosa
- Proyecto de acuerdo para crear el Comité municipal de Libertad religiosa[41]
- Comité municipal de Libertad Religiosa de Ibagué[42]
- Crea la Política Pública de Libertad Religiosa PPLR[43] mediante Ordenanza n.º 001 de 2019[44]
- Comité Técnico Departamental de Libertad Religiosa,[45] articulación transversal e interinstitucional
- Creación del Comité Técnico de Libertad Religiosa del municipio de Ibagué[46], articulación transversal e interinstitucional
- Mediante Decreto n.º 0386 de 2021[47] se actualiza el Plan Decenal de la PPLR que contiene el horizonte de ejecución de actividades al corto, mediano y largo plazo mediante 05 ejes, 36 líneas de acción y 60 indicadores de cumplimiento
- Lanzamiento del Plan de Acción Transversal de Libertad Religiosa,[48] que involucra a 8 secretarías de la administración departamental para ejecutar de manera conjunta la Política Pública de Libertad Religiosa. Evento acompañado por Viceministro Carlos Alberto Baena López.
- Asistencia técnica y acompañamiento a municipios en materia de adopción de la PPLR y creación de Comités de Libertad Religiosa. Corporaciones apoyando y la institucionalidad.
- Micrositio de Libertad Religiosa en la página web oficial de la Gobernación del Tolima

## Publicaciones
¿Cuál es el aporte del sector religioso a la sociedad?, libro académico que busca defender la libertad religiosa como hecho organizacional en torno a lo trascendente, de gran contribución a la humanidad. El libro fue publicado en 2024 y es distribuido gratuitamente por la ONG FIDMJ en su página web.